# Beameromyia vulgaris
Beameromyia vulgaris är en tvåvingeart som beskrevs av Martin 1957. Beameromyia vulgaris ingår i släktet Beameromyia och familjen rovflugor. Inga underarter finns listade i Catalogue of Life.